# Campo da Pólvora
O Campo da Pólvora (antes denominado Campo dos Mártires) foi um campo de futebol localizado em Salvador, no estado da Bahia. Ele é considerado o primeiro campo usado para praticar futebol após a chegada do esporte na Bahia graças a Zuza Ferreira.

## História
Tudo começou em 21 de outubro de 1901 quando José Ferreira Junior, o Zuza Ferreira, improvisou um campo de futebol no Campo da Pólvora, que até então era denominado de Campo dos Mártires. Zuza marcou o espaço do gol com duas pedras grandes, dez metros entre uma e outra, sendo também disputado o primeiro jogo. Em 30 de outubro de 1903 foi disputada a primeira partida internacional, por marinheiros americanos que se encontravam em Salvador e um combinado anglo-brasileiro.
Em 9 de abril de 1905, o Campo se tornou oficial com os jogos realizados da Liga Baiana de Esportes Terrestres (atual Campeonato Baiano). A estreia foi com um jogo realizado entre Internacional e Vitória, com uma vitória de 3 a 1 do Internacional. O Campo da Pólvora não tinha arquibancada. O público se posicionava pelos quatro cantos do campo que era "cercado" por cadeiras onde se sentavam as senhoras, além disso o público tinham que se vestir a rigor, pois o futebol naquela época era feito para a elite.
Atualmente, o Campo da Pólvora não existe mais e em seu lugar existe uma estação do metrô da capital baiana, a Estação Campo da Pólvora sob o Largo do Campo da Pólvora.